# طارق طه
الفلسطيني طارق طه هو ظهير أيسر كرة قدم مصري، ويلعب حاليًا لنادي بيراميدز.
انضم إلى نادي سموحة في 6 أغسطس 2017 لمدة 3 سنوات قادمًا من نادي الإنتاج الحربي مقابل 500 ألف جنيه. وفي 28 مايو انتقل لنادي الإسماعيلي لمدة ثلاثة مواسم.
انضم لنادي بيراميدز في 28 يوليو 2019.

## الإنجازات
سموحة
- كأس مصر:
  - الوصيف (1): 2018[3]